# Zeno Colò
Zeno Colò (ur. 30 czerwca 1920 w Abetone, zm. 12 maja 1993 w San Marcello Pistoiese) – włoski narciarz alpejski, mistrz olimpijski oraz czterokrotny medalista mistrzostw świata.

## Kariera
Narciarstwo alpejskie zaczął uprawiać w wieku 14 lat, jednak rozwój jego kariery został przerwany przez II wojnę światową. W czasie wojny był członkiem patrolu narciarskiego Cervinia, dostając się do niewoli. Do narciarstwa powrócił w 1947 roku, ustanawiając jednocześnie rekord świata w narciarstwie szybkim, osiągając prędkość 159,292 km/h na zboczach szczytu Klein Matterhorn. Ustanowił tym samym nowy rekord świata, który pozostał niepobity przez kolejne 13 lat, aż w 1960 roku poprawił go Willy Forer ze Szwajcarii. Ustanawiając rekord Colò startował na drewnianych nartach i nie nosił kasku.
W 1948 roku wystąpił na igrzyskach olimpijskich w Sankt Moritz, gdzie był czternasty w slalomie, a rywalizacji w zjeździe nie ukończył. Największe sukcesy w karierze osiągnął podczas rozgrywanych dwa lata później mistrzostw świata w Aspen. Zwyciężył tam w zjeździe i gigancie, a w slalomie był drugi za Szwajcarem Georgesem Schneiderem. Walkę o zwycięstwo przegrał o zaledwie 0,3 sekundy; trzecie miejsce zajął Norweg Stein Eriksen. W tym samym roku zdobył też mistrzostwo Ameryki Północnej oraz wygrał zawody Lauberhornrennen. Brał także udział w igrzyskach olimpijskich w Oslo w 1952 roku, gdzie zwyciężył w zjeździe. Był to pierwszy w historii złoty medal olimpijski dla Włoch w narciarstwie alpejskim. Na tych samych igrzyskach był też czwarty w slalomie i gigancie. Walkę o medal przegrywał odpowiednio z Norwegiem Guttormem Berge (o 0,1 sekundy) oraz z Austriakiem Tonim Spissem (o 0,3 sekundy). Po zakończeniu igrzysk w Oslo podpisał kontrakt z firmą produkującą sprzęt narciarski, co zgodnie z panującymi wtedy przepisami czyniło go zawodowcem. W 1954 roku został za to zdyskwalifikowany przez Włoską Federację Sportów Zimowych, co efektywnie zakończyło jego karierę narciarską. Colò zdobył łącznie 28 medali mistrzostw Włoch, w tym dziewięć złotych w zjeździe, cztery w gigancie, dziesięć w slalomie oraz pięć w kombinacji.
Po zakończeniu kariery pracował jako instruktor narciarski w Abetone i uczestniczył w rozbudowie ośrodka narciarskiego Pistoia. W 1973 roku uczestniczył w budowie kolejki gondolowej oraz zaprojektował trzy trasy narciarskie. Zmarł w 1993 roku na raka płuc.
Odkryta w 1998 roku przez Luciano Tesiego i Giuseppe Fortiego planetoida 58709 Zenocolò została nazwana na jego cześć.

## Osiągnięcia

### Igrzyska olimpijskie
| Miejsce | Dzień     | Rok  | Miejscowość  | Konkurencja | Czas biegu | Strata | Zwycięzca        |
| ------- | --------- | ---- | ------------ | ----------- | ---------- | ------ | ---------------- |
| DNF     | 2 lutego  | 1948 | Sankt Moritz | Zjazd       | 2:55,0 min | —      | Henri Oreiller   |
| 14.     | 5 lutego  | 1948 | Sankt Moritz | Slalom      | 2:10,3 min | +8,7 s | Edy Reinalter    |
| 4.      | 15 lutego | 1952 | Oslo         | Gigant      | 2:25,0 min | +4,1 s | Stein Eriksen    |
| 1.      | 16 lutego | 1952 | Oslo         | Zjazd       | 2:30,8 min | -      | -                |
| 4.      | 19 lutego | 1952 | Oslo         | Slalom      | 2:00,0 min | +1,8 s | Othmar Schneider |

### Mistrzostwa świata
| Miejsce | Dzień     | Rok  | Miejscowość  | Konkurencja | Czas biegu | Strata | Zwycięzca         |
| ------- | --------- | ---- | ------------ | ----------- | ---------- | ------ | ----------------- |
| DNF     | 2 lutego  | 1948 | Sankt Moritz | Zjazd       | 2:55,0 min | —      | Henri Oreiller    |
| 14.     | 5 lutego  | 1948 | Sankt Moritz | Slalom      | 2:10,3 min | +8,7 s | Edy Reinalter     |
| 1.      | 14 lutego | 1950 | Aspen        | Gigant      | 1:54,4 min | -      | -                 |
| 2.      | 16 lutego | 1950 | Aspen        | Slalom      | 2:06,4 min | +0,3 s | Georges Schneider |
| 1.      | 18 lutego | 1950 | Aspen        | Zjazd       | 2:34,4 min | -      | -                 |
| 4.      | 15 lutego | 1952 | Oslo         | Gigant      | 2:25,0 min | +4,1 s | Stein Eriksen     |
| 1.      | 16 lutego | 1952 | Oslo         | Zjazd       | 2:30,8 min | -      | -                 |
| 4.      | 19 lutego | 1952 | Oslo         | Slalom      | 2:00,0 min | +1,8 s | Othmar Schneider  |